# Kashimashi: Girl Meets Girl
Kashimashi ~Girl Meets Girl~ (яп. かしまし ～ガール・ミーツ・ガール～ Касимаси ~Га:ру Ми:цу Га:ру~) — юрийная манга, выходившая с 2004 по 2007 год в журнале Dengeki Daioh. В формате танкобонов выпущено 5 томов. В 2006 году мангу адаптировали в одноимённый аниме-сериал.
Аниме было снято режиссёром Наканиси Нобуаки и студией Studio Hibari. Трансляция сериала осуществлялась в Японии с 12 января по 30 марта 2006 года. Всего аниме состоит из 12 серий и одного специального выпуска DVD. Кроме манги и аниме, существует ещё лёгкая новелла и игра в жанре симулятора свиданий.

## Завязка сюжета
Хадзуму Осараги — японский старшеклассник. Он влюблён в свою одноклассницу Ясуну, они проводят много времени вместе, имеют общие увлечения, девушка, кажется, разделяет его чувства. Но когда Хадзуму решается признаться девушке, неожиданно получает отказ. Чтобы успокоиться, Хадзуму идёт прогуляться на гору Касимаяма, где началось его знакомство с Ясуной. Именно в это время к Земле приближается корабль пришельцев, отправляющихся исследовать землян. Из-за технических неполадок корабль падает, и как раз на то место, где находится Хадзуму. Корабль остаётся невредим, а вот Хадзуму гибнет. Технология пришельцев обеспечивает спасение пострадавшего, но «без гарантии восстановления биологического пола». Восстановленный Хадзуму, сохранив личность и воспоминания, физически превращается в девушку, вполне полноценную, здоровую и очень привлекательную.
После обследования Хадзуму выдают новые документы, и он (точнее, уже она) продолжает жить обычной жизнью и ходить в свою школу. Изменения необратимы, и Хадзуму не остаётся ничего, кроме как примириться с реальностью и учиться быть девушкой, что, впрочем, получается неплохо. Знакомые и одноклассники быстро привыкают к тому, что Хадзуму стала девушкой, отец и мать в восторге (оказывается, они всегда хотели дочь), но надо как-то выстраивать отношения с ближайшими друзьями: Ясуной, которая, хоть и отвергла любовь Хадзуму, но всё же явно была неравнодушна к нему, со старой подружкой Томари, любившей «прежнего» Хадзуму, с Асутой — приятелем, дружеские чувства которого теперь дополняются уже совсем не дружеским влечением. Свою долю проблем добавляют пришельцы, которые, как оказалось, вовсе не растворились в космосе после инцидента, а замаскировались и теперь наблюдают за жизнью землян на примере школы, где учится Хадзуму.

## Персонажи
Хадзуму Осараги — Учащийся средней школы. В самом начале истории — парень, которому часто говорят, что он похож на девушку. Хадзуму не обижается, действительно, у него хрупкое телосложение, длинные, закрывающие глаза волосы, он нерешителен, его легко довести до слёз, он увлекается выращиванием цветов и является членом кружка цветоводов. Интересно, что нигде не прорисованы глаза Хадзуму-парня — его лицо всегда выглядит как условный овал с несколькими чертами, сверху прикрытый густой длинной чёлкой. Ближайший друг Хадзуму — Асута, также он постоянно общается с двумя девушками, Томари и Аюки, относящимися к нему тепло, но несколько покровительственно. Влюблён в Ясуну. 
После встречи с кораблём пришельцев Хадзуму становится девушкой, причём довольно привлекательной. В рисовке у неё появляются черты лица и большие карие глаза. Изменение пола Хадзуму принимает очень легко, почти не комплексуя, легко и быстро усваивает женский стереотип поведения, впрочем, жизнь новоиспечённой девушки не так уж и меняется — та же школа, та же семья, те же друзья, то же увлечение цветами, которое ей и в новом качестве вполне подходит.
Сэйю: Кана Уэда
Томари Курусу — Одноклассница Хадзуму, невысокая худенькая девушка со светлыми волосами, причёской в виде двух «хвостиков», синими глазами. Приятельница Хадзуму с раннего детства, активная, спортивная девушка, занимается в спортклубе бегом. Категорична, бесцеремонна, бесстрашна, ей больше пошло бы быть парнем. С детства Томари защищала Хадзуму, оберегала его, давала наставления, в общем, вела себя как старшая сестра с младшим братом. Давно любила Хадзуму, но никогда не говорила с ним об этом. Втайне ревновала Хадзуму к Ясуне, после превращения Хадзуму в девушку долго не могла смириться со случившимся, но в конце концов решила соперничать с Ясуной за любовь своей, теперь уже подруги.
Сэйю: Юкари Тамура
Ясуна Кмидзуми — Одноклассница Хадзуму, невысокая девушка с распущенными чёрными волосами и зелёными глазами. С раннего детства имеет странный, тщательно скрываемый от всех дефект восприятия: почему-то не может нормально видеть мужчин; для неё любой мужчина, независимо от возраста, родства и прочего, выглядит как контур, беспорядочно заполненный чёрными и белыми точками. Из-за этого Ясуна почти не различает мужчин и не может с ними нормально общаться. Она не видит даже лицо собственного отца. Хадзуму оказался единственным исключением: Ясуна нормально видела его и его лицо даже тогда, когда он был парнем. Ясуна любит Хадзуму, но активно проявлять свои чувства начинает уже после его преображения.
Асута — Друг и одноклассник Хадзуму, высокий парень с коротко стриженными чёрными волосами. Типичный школьник, к Хадзуму изначально относился как к младшему, пытался учить его, требовал более активного и мужественного поведения (в собственном понимании). После превращения Хадзуму в девушку чувствует себя с ней двойственно: с одной стороны, он помнит Хадзуму как своего друга и продолжает воспринимать её как парня, с другой — видит перед собой красивую девушку, к которой нельзя не чувствовать влечения. Из-за этого поведение Асуты не всегда адекватно.
Сэйю: Дайсукэ Оно
Аюки Мари — Одноклассница Хадзуму, среднего роста, плотного телосложения, в очках, с короткой стрижкой. Полная противоположность Томари — спокойная, рассудительная, выглядит заметно взрослее одноклассниц. Она также неравнодушна к Хадзуму, но не предпринимает никаких попыток сблизиться с ней. Жизненный принцип Аюки — не пытаться действовать активно, а просто наблюдать за происходящим, но периодически она не выдерживает и вмешивается в события, в основном пытаясь объяснить главным героям их ошибки и побудить их к более активному решению собственных проблем.
Сэйю: Масуми Асано
Намико Цуки — 35-летняя женщина, преподаватель английского языка и классный руководитель в классе Хадзуму. Очень дружелюбна. Активно и несколько картинно заботится о своих учениках, крайне озабочена поисками спутника жизни, которого у неё до сих пор нет. Влюбилась в появившегося в школе Хитоси Сора. Имеет обыкновение периодически выпадать из окна класса.
Сэйю: Юко Мидзутани
Сора Хитоси — Инопланетянин-исследователь с космического корабля, того самого, столкновение с которым сделало Хадзуму девушкой. Поселился в доме Хадзуму, изучает поведение землян, для чего под видом учителя биологии устраивается на работу в школу, где учатся герои. Объект постоянного внимания учителя Намико.
Сэйю: Кэйдзи Фудзивара
Дзян-пу — Разумный компьютер инопланетного корабля, на котором прибыл Сора. Для маскировки Сора придал ей вид земной девушки, внешность которой почти полностью скопирована с Хадзуму, только волосы у неё длинные и фиолетовые, а глаза — синие. Часто оказывается поблизости от Хадзуму, невидимая и неслышимая ни для кого, кроме неё. Живёт, как и Сора, в доме Хадзуму. В сериале выполняет, по сути, лишь декоративную функцию, поскольку в действии активного участия не принимает.
Сэйю: Рёко Синтани
Родители Хадзуму — Отец и мать Хадзуму — ещё не старая семейная пара, судя по всему — вполне счастливые в браке люди, любящие своего ребёнка. Отец — фотограф в журнале, о работе матери ничего не говорится. Превращение Хадзуму в девушку восприняли легко и с радостью, как выясняется, они с самого начала хотели девочку. Один из гэговых элементов сериала — периодически повторяющиеся сцены, когда отец фотографирует Хадзуму, стараясь сделать как можно более пикантный кадр, пытается как бы невзначай войти в ванну, когда она моется, предпринимает другие попытки увидеть и запечатлеть Хадзуму как можно более обнажённой. Каждая такая попытка пресекается матерью путём применения грубой физической силы.

## Аниме
Аниме-сериал состоит из 12 серий по 26 минут и дополнительной (special) серии той же длительности. При этом основная часть сериала и дополнительная серия дают два принципиально разных варианта завершения истории.
| 1 | Break on through to the other side           | 11 января 2006 года  |
| Хадзуму Осараги долго не может решиться признаться Ясуне Камидзуме в любви. Его приятель Асута требует от парня «наконец-то повести себя по-мужски» и поговорить с Ясуной начистоту, на том же настаивает и старая подружка Томари, а вот Аюки советует хорошо подумать — ведь если ответ будет не тем, которого хочет Хадзуму, вряд ли они с Ясуной смогут и дальше нормально общаться. Решившись, наконец, Хадзуму объясняется с девушкой, но получает отказ. Хадзуму уходит вечером бродить на гору Касимаяма, рядом с городом, чтобы успокоиться и прийти в себя. Его долго нет, друзья и родители начинают беспокоиться и отправляются на поиски. Тем временем космический корабль пришельцев падает на Землю именно на том обрыве, где стоит Хадзуму. В небе появляется огромный экран, звучат слова извинения пришельцев, которые спасли Хадзуму, но при восстановлении не смогли сохранить его пол. Бросившиеся на гору Касимаяма друзья находят живого Хадзуму, но уже не парня, а девушку. |                                              |                      |
| 2 | Девушка понимает, что она — девушка          | 18 января 2006 года  |
| Медицинское обследование, проверив всё, вплоть до ДНК, подтверждает, что теперь Хадзуму — стопроцентная девушка. Получив новые документы, Хадзуму выходит из клиники и продолжает посещать школу, уже в новом качестве. Первый день даётся нелегко. Он начинается с толпы папарацци, ожидающих Хадзуму перед домом. Хадзуму многого не знает о том, как должны вести себя девушки, сомневается насчёт того, в какой туалет ей ходить и в какой раздевалке переодеваться перед физкультурой. Но друзья не оставляют Хадзуму наедине с проблемами, и, благодаря их активной помощи, уже к вечеру Хадзуму узнаёт много нового, обучается правильно ходить, сидеть, выбирать себе бельё и всё прочее. А вот Томари плохо — она привыкла к прежнему Хадзуму и никак не может смириться с тем, что он превратился в девушку. |                                              |                      |
| 3 | Сердце Хадзуму, сердце Ясуны                 | 25 января 2006 года  |
| В доме Хадзуму объявляются пришельцы: Хитоси Сора и Дзян-пу поживут здесь некоторое время, изучая землян. Ясуна, отказавшая ранее Хадзуму, теперь страдает: в действительности она любила и любит Хадзуму, отказ был вызван совсем другими причинами, а теперь Ясуна просто не знает, что ей делать. Хадзуму приходится первой сделать шаг вперёд, и подруги, наконец, снова вместе. |                                              |                      |
| 4 | Девичий треугольник                          | 1 февраля 2006 года  |
| Хитоси Сора приходит в школу в роли учителя биологии, очень обрадовав своим появлением Намико Цуки. Отношения Хадзуму и Ясуны развиваются, теперь они постоянно вместе. Томари чем дальше, тем тяжелее видеть Хадзуму с Ясуной. Она сама не очень хорошо понимает, что с ней происходит, она не хочет признаваться себе самой в своих чувствах, пока Аюки не говорит ей прямо: «Либо выйди на сцену, либо сойди с неё». |                                              |                      |
| 5 | Что отражается в глазах Ясуны                | 8 февраля 2006 года  |
| Выездной урок рисования, начало активного соперничества Ясуны и Томари. Благодаря подсказке Хитоси Сора, Хадзуму понимает, что у Ясуны серьёзные проблемы в общении с мужчинами. После настойчивой просьбы Хадзуму Ясуна рассказывает ей свою тайну: оказывается она с детства не может чётко видеть и различать мужчин, и Хадзуму, будучи ещё парнем, стал первым и единственным исключением. Хадзуму решает принять чувства Ясуны, и эпизод заканчивается первым поцелуем девушек. |                                              |                      |
| 6 | Жених и невеста                              | 15 февраля 2006 года |
| Томари, оказавшаяся случайной свидетельницей поцелуя Хадзуму и Ясуны, потрясена и расстроена. Она пытается вести себя непринуждённо и делать вид, что ничего не случилось, но получается плохо: Томари демонстративно игнорирует любые попытки Хадзуму пообщаться, чем очень огорчает её. Попытки Томари отвлечься с помощью спорта и развлечений в компании приятелей успеха не приносят. Хадзуму и Ясуна продолжают общаться, но Хадзуму мешает ощущение неловкости перед Томари. В конце концов Хадзуму объясняется с Томари, объявляет подруге, что в любом случае не желает её терять, и происходит примирение, которому Томари только рада. |                                              |                      |
| 7 | Поездка к морю                               | 22 февраля 2006 года |
| Лето, каникулы. Ясуна организует поездку всей компанией на море. Хадзуму, Ясуна, Томари, Аюки и Адзума едут развлекаться. К ним присоединяются Хитоси Сора, Дзян-пу и Намико Цуки. Пляж, море, купание, игры… И ещё здесь происходит объяснение между Томари и Ясуной. Томари впервые прямо говорит своей сопернице: «Я тоже люблю Хадзуму». |                                              |                      |
| 8 | Я буду просто наблюдать…                     | 1 марта 2006 года    |
| Показан эпизод из детства Аюки, когда та решила, что ей лучше не пытаться самой жить как можно более интересно и ярко, а наблюдать за жизнью других. Хитоси Сора продолжает свои исследования, пытаясь разобраться, что такое у землян любовь и как её можно вызвать. Он устраивает в здании школы кимодамэси (традиционное японское развлечение, когда участники должны парами пройти ночью через таинственное, пугающее место), надеясь, что совместные переживания сблизят Хадзуму и Ясуну. Но до завершения пути главные героини всё равно добираются втроём. |                                              |                      |
| 9 | Моё желание сбудется?                        | 8 марта 2006 года    |
| Ещё одна японская традиция — синтоистский летний фестиваль, куда вся компания решает пойти. Красивые кимоно, развлечения, вкусная еда… Но Хадзуму не может расслабиться и веселиться — её преследуют детские воспоминания. Когда-то очень давно маленький Хадзуму пришёл на фестиваль с матерью, и в конце вечера долго стоял перед ларьком со сладкой ватой, не в силах выбрать, какую взять: розовую или белую? Нежелание выбрать что-то одно привело к неприятному результату: начался ливень, и он остался без угощения. Метафора очевидна: похоже, ситуация повторяется, теперь Хадзуму не может сделать выбор между Ясуной и Томари, и чем дальше она будет тянуть с решением, тем вероятнее потеряет обеих. Подружки решают за Хадзуму — они договариваются между собой сохранить сложившееся положение вещей и не требовать от Хадзуму выбора. По крайней мере, у Хадзуму теперь есть ещё какое-то время.                                                                                    |                                              |                      |
| 10 | Небольшая буря                               | 15 марта 2006 года   |
| Недавно открылся новый океанариум, компания хочет отправиться туда, но Томари должна ехать с младшими ученицами в загородный спортивный лагерь, Аюки занята, у Асуты - дополнительные занятия, так что Хадзуму и Ясуна отправляются вдвоём. Они прекрасно проводят время, а после океанариума решают навестить Томари в лагере. Уехать обратно вечером им не удаётся, девушки остаются ночевать в лагере. Ночью Томари зовёт Хадзуму прогуляться. Оставшись вдвоём с любимой, Томари признаётся, что у неё не получаться делить Хадзуму с Ясуной, и целует Хадзуму. Ясуна, проснувшаяся ночью и отправившаяся вслед за Томари и Хадзумой, становится свидетелем этой сцены. |                                              |                      |
| 11 | Ясуна. То, что исчезло из глаз               | 22 марта 2006 года   |
| Томари и Ясуна выясняют отношения, обвиняют друг друга в предательстве... Дело кончается взаимными пощёчинами, но итог скандала оказывается гораздо серьёзнее. Потрясённая Ясуна вдруг обнаруживает, что теперь уже не только мужчины, но и Томари, и Хадзуму, и все люди вокруг для неё стали неразличимы. Медики ничего не могут сделать. Хадзуму чувствует себя виноватой и не понимает, что ей делать. Томари и Ясуна в конце концов мирятся, Томари узнаёт историю Ясуны и решает уступить сопернице. Но Ясуна, отчаявшаяся найти контакт с людьми, решает уехать к родственникам. |                                              |                      |
| 12 | И, наконец, любовь приходит                  | 29 марта 2006 года   |
| Хадзуму, наконец, делает окончательный выбор - остаться с Ясуной. Она говорит о об это с Томари. Весело проведя вместе ещё целый день, Хадзуму и Томари расстаются, хотя обеим очень больно это делать. Хадзуму успевает перехватить направляющуюся на вокзал Ясуну и объявить ей о своём решении, о том, что теперь она будет только с Ясуной и ни с кем больше. Счастливая Ясуна излечивается - она начинает видеть людей, причём всех - и женщин, и мужчин. Наконец-то в компании наступает мир: Хадзуму и Ясуна теперь вместе, Томари, отказавшись от соперничества за Хадзуму, продолжает общаться с обеими, вроде бы всё нормально. Только в последних кадрах серии Ясуна хочет сказать Хадзуму что-то неожиданное. Что-то, после чего Хадзуму сильно удивляет и смущает Томари. Судя по всему, история ещё не заканчивается. |                                              |                      |
| 13 | Девушка встречает девушку (спец. выпуск DVD) |                      |
| Приближается Рождество, но у некоторых героев настроение совсем не праздничное. После того, как Хадзуму осталась с Ясуной, прошло несколько месяцев. Ясуна сильно изменилась — исправление восприятия сделало её увереннее, сильнее, общительнее. И вот недавно она сказала Хадзуму, что больше не нуждается в её поддержке и хочет побыть одна. Хадзуму остаётся в одиночестве. Она хотела бы вернуться к Томари, но та не даёт никакого ответа, а лишь снова начинает избегать Хадзуму. В ней борется любовь, уязвлённая гордость, обида на Хадзуму за то, что она выбрала другую, и лишь оказавшись отвергнута захотела вернуться к старой подруге. Ясуне приходится прибегнуть к помощи Хитоси Сора, Дзян-пу и всей компании друзей, чтобы на Рождество всё же заставить Томари дать Хадзуму ответ. |                                              |                      |